# Mount Mahan
Mount Mahan är ett berg i Antarktis. Det ligger i Västantarktis. Inget land gör anspråk på området. Toppen på Mount Mahan är 1 260 meter över havet.
Terrängen runt Mount Mahan är kuperad åt nordväst, men åt sydost är den platt. Trakten är obefolkad. Det finns inga samhällen i närheten.